# The Blitz

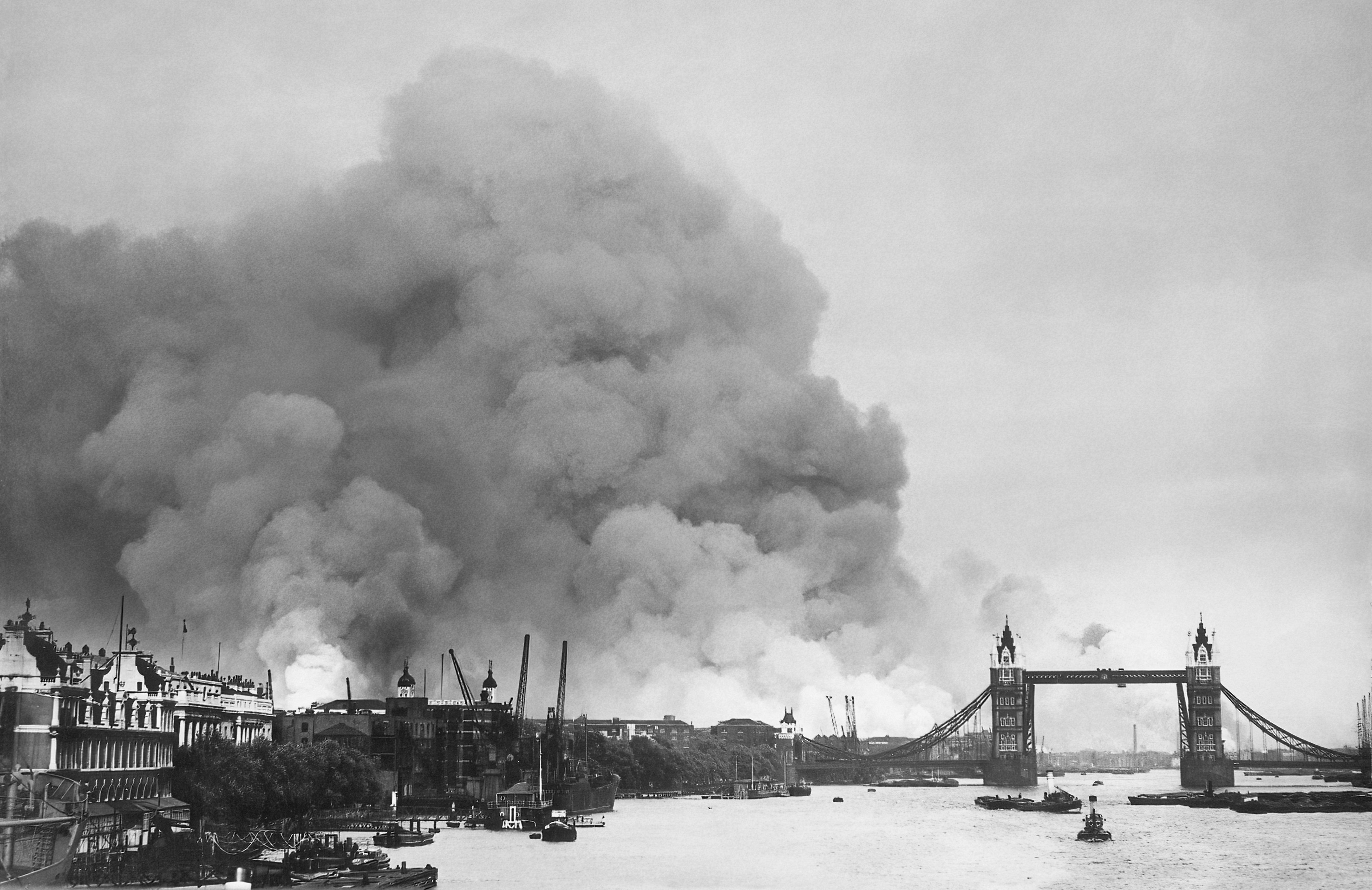
Primul raid asupra docurilor din Londra. Vedere de pe malurile Tamisei (7 septembrie 1940)

The Blitz se referă la bombardarea continuă a Regatului Unit de către Germania Nazistă în perioada 7 septembrie 1940 — 10 mai 1941, în timpul celui de-al doilea război mondial.